# São Sebastião do Uatumã
São Sebastião do Uatumã is een gemeente in de Braziliaanse deelstaat Amazonas. De gemeente telt 9.268 inwoners (schatting 2009).